# Codificador de video
La codificación de video sirve para convertir señales de video analógico a señales de video digital. La mayoría de codificadores comprimen la información para que pueda ser almacenada o transmitida ocupando el mínimo espacio posible. Para conseguirlo se aprovecha que las secuencias de video tienen redundancia en las dimensiones espacial y temporal. Por lo tanto, eliminando dicha información redundante se consigue codificar la información de manera más óptima. 
Para eliminar la información redundante en el plano temporal se utiliza la predicción por compensación de movimiento, donde se estima el movimiento entre bloques sucesivos de la imagen. Los bloques son formados por grupos de píxeles, generalmente de 8x8 o 16x16. Posteriormente se codifica la información de los vectores de movimiento y del error de predicción respecto al bloque anterior.
Para eliminar la información redundante en el plano espacial se decorrela el error intercuadro y se hace la codificación de los coeficientes de la DCT.
El funcionamiento del codificador de video es el siguiente: se separan las señales de luma (Y) y croma (C). Se busca el error de estimación y se hace la DCT. Los coeficientes se cuantifican y se codifican entrópicamente (VLC). Se multiplexan los coeficientes y se pasan al buffer. El buffer controla la calidad de señal (se busca que el flujo de bits saliente del buffer no sea variable, ya que la señal está pensada para ser transmitida en un canal con una velocidad estable). La imagen cuantificada se reconstruye mediante Q-1 y la IDCT, para futuras referencias de predicción y estimación de movimiento.
La realización de la transformada DCT y la cuantificación sobre los bloques independientes, pueden ocasionar discontinuidades visibles en los bordes de los bloques provocando el conocido efecto bloque. Por ello, los nuevos estándares de codificación de video, como por ejemplo el H.264/MPEG-4 AVC, incorporan algoritmos de filtrado capaces de disminuir este efecto. Uno de los métodos de filtrado más innovadores es el Adaptive deblocking filter.

## Tipos de codificadores de video
- MPEG
- DVIX
- Dirac
- DV

- Datos: Q3826055